# Đội tuyển bóng đá bãi biển quốc gia Argentina
Đội tuyển bóng đá bãi biển quốc gia Argentina đại diện Argentina tham dự các giải thi đấu bóng đá bãi biển quốc tế và được điều hành bởi AFA, cơ quan quản lý bóng đá ở Argentina.
Đội tuyển bóng đá bãi biển quốc gia Argentina vượt qua vòng loại và tham dự tất cả tám kì Giải vô địch bóng đá bãi biển thế giới và từng vô địch giải đấu CONMEBOL 1 lần và 2 lần giành á quân. Argentina đứng thứ 10 trên bảng xếp hạng thế giới.

## Đội hình hiện tại
Chính xác tính đến tháng 4 năm 2015:
Ghi chú: Quốc kỳ chỉ đội tuyển quốc gia được xác định rõ trong điều lệ tư cách FIFA. Các cầu thủ có thể giữ hơn một quốc tịch ngoài FIFA.
| Số | VT | Quốc gia | Cầu thủ              |
| -- | -- | -------- | -------------------- |
| 1  | TM |          | Marcelo Salgueiro    |
| 2  | HV |          | Jonathan Levi        |
| 3  | HV |          | Santiago Hilaire     |
| 8  | TV |          | Rodrigo Lopez        |
| 6  | HV |          | Luciano Franceschini |
| 10 | TV |          | Federico Costas      |

| Số | VT | Quốc gia | Cầu thủ          |
| -- | -- | -------- | ---------------- |
| 14 | TĐ |          | Lucas Medero     |
| 7  | TĐ |          | Federico Hilaire |
| 9  | TĐ |          | Luciano Sirico   |
| 11 | TĐ |          | Cesar Leguizamon |
| 4  | TV |          | Cristian Cuevas  |
| 12 | TM |          | Dardo Cortes     |

## Ban huấn luyện hiện tại
- Huấn luyện viên: Gustavo Casado
- Trợ lý kỹ thuật: Esteban Pizzi
- Đại biểu trưởng: Gustavo Lorenzo

### Thành tích Giải vô địch bóng đá bãi biển thế giới
| Năm                                       | Vòng      | Vt     | St | T  | T h.p./pso | B  | BT | BB | HS |
| ----------------------------------------- | --------- | ------ | -- | -- | ---------- | -- | -- | -- | -- |
| Brasil 2005                               | Tứ kết    | thứ 8  | 3  | 1  | 0          | 2  | 8  | 16 | -8 |
| Brasil 2006                               | Tứ kết    | thứ 5  | 4  | 3  | 0          | 1  | 11 | 9  | +2 |
| Brasil 2007                               | Vòng bảng | thứ 11 | 3  | 1  | 0          | 2  | 9  | 9  | -  |
| Pháp 2008                                 | Tứ kết    | thứ 5  | 4  | 3  | 0          | 1  | 13 | 7  | +6 |
| Các Tiểu vương quốc Ả Rập Thống nhất 2009 | Vòng bảng | thứ 9  | 3  | 1  | 1          | 1  | 11 | 6  | +5 |
| Ý 2011                                    | Vòng bảng | thứ 11 | 3  | 1  | 0          | 2  | 6  | 10 | -4 |
| Tahiti 2013                               | Tứ kết    | thứ 5  | 4  | 2  | 0          | 2  | 18 | 17 | +1 |
| Bồ Đào Nha 2015                           | Vòng bảng | thứ 13 | 3  | 1  | 0          | 2  | 9  | 14 | -5 |
| Tổng cộng                                 | 8/8       | -      | 27 | 13 | 1          | 13 | 85 | 89 | -  |

| Năm         | Vòng                     | Vt     | St | T  | T h.p./pso | B  | BT | BB  | HS |
| ----------- | ------------------------ | ------ | -- | -- | ---------- | -- | -- | --- | -- |
| Brasil 1995 | Vòng bảng                | thứ 7  | 3  | 1  | 0          | 2  | 4  | 6   |    |
| Brasil 1996 | Vòng bảng                | thứ 8  | 3  | 0  | 0          | 3  | 5  | 12  |    |
| Brasil 1997 | Semifinalist             | thứ 4  | 5  | 2  | 0          | 3  | 14 | 33  |    |
| Brasil 1998 | Tứ kết                   | thứ 8  | 4  | 1  | 0          | 3  | 13 | 19  |    |
| Brasil 1999 | Không vượt qua vòng loại |        |    |    |            |    |    |     |    |
| Brasil 2000 | Vòng bảng                | thứ 10 | 3  | 0  | 0          | 3  | 9  | 10  |    |
| Brasil 2001 | Semifinalist             | 3rd    | 5  | 4  | 0          | 1  | 22 | 12  |    |
| Brasil 2002 | Vòng bảng                | thứ 8  | 3  | 0  | 0          | 3  | 12 | 27  |    |
| Brasil 2003 | Không vượt qua vòng loại |        |    |    |            |    |    |     |    |
| Brasil 2004 | Tứ kết                   | thứ 7  | 3  | 1  | 0          | 2  | 8  | 15  |    |
| Tổng cộng   | 8/10                     | -      | 30 | 10 | 0          | 20 | 84 | 125 | -  |

### Danh hiệu khu vực
- Giải vô địch bóng đá bãi biển CONCACAF và CONMEBOL:
- thứ 4 2005
- thứ 3 2007
- Giải vô địch bóng đá bãi biển Nam Mỹ:
- thứ 3 (3) 2006, 2009 và 2015
- Á quân (2) 2008 và 2011
- Vô địch (1) 2013.

## Mundialito de Futebol de Praia
- 3rd (3) 2006, 2008, 2010

## Copa Latina
- thứ 2 (1) 2006
- thứ 3 (4) 1999, 2003, 2009, 2010